# Giants Stadion
A Giants Stadion egy többfunkciós sportlétesítmény volt East Rutherfordban, New Jerseyben, az Egyesült Államokban 1976 és 2010 között. Maximális befogadóképessége 80 242 fő részére volt biztosított. A New York Giants (1976–2009) és a New York Jets (1984–2009) amerikaifutball-csapatok otthona volt, de használta a létesítményt a New York Cosmos és a New York Red Bulls (MetroStars) labdarúgócsapata is. 
Az 1994-es labdarúgó-világbajnokság egyik helyszíne volt, ahol összesen hét mérkőzést rendeztek. Az 1999-es női labdarúgó-világbajnokságon négy csoportmérkőzésnek adott otthont. A futballmeccseken kívül számos eseménynek adott otthont, beleértve a koncerteket is. 2010 februárja és augusztusa között lebontották.

## Események

### 1994-es labdarúgó-világbajnokság
| Dátum            | Pályaválasztó | Eredmény                | Vendég      | Forduló      |
| ---------------- | ------------- | ----------------------- | ----------- | ------------ |
| 1994. június 18. | Olaszország   | 0 – 1                   | Írország    | E csoport    |
| 1994. június 23. | Olaszország   | 1 – 0                   | Norvégia    | E csoport    |
| 1994. június 25. | Szaúd-Arábia  | 2 – 1                   | Marokkó     | F csoport    |
| 1994. június 28. | Írország      | 0 – 0                   | Norvégia    | E csoport    |
| 1994. július 5.  | Mexikó        | 1 – 1 (h.) 1 – 3 (b.u.) | Bulgária    | Nyolcaddöntő |
| 1994. július 10. | Bulgária      | 2 – 1                   | Németország | Negyeddöntő  |
| 1994. július 13. | Bulgária      | 1 – 2                   | Olaszország | Elődöntő     |

### 1999-es női labdarúgó-világbajnokság
| Dátum            | Pályaválasztó | Eredmény | Vendég           | Forduló   |
| ---------------- | ------------- | -------- | ---------------- | --------- |
| 1999. június 19. | Dánia         | 0 – 3    | Egyesült Államok | A csoport |
| 1999. június 19. | Brazília      | 7 – 1    | Mexikó           | B csoport |
| 1999. június 26. | Kanada        | 1 – 4    | Oroszország      | C csoport |
| 1999. június 26. | Kína          | 3 – 1    | Ausztrália       | D csoport |